# Nový Jičín (distrito)
Nový Jičín é um distrito da República Checa na região de Morávia-Silésia, com uma área de 918 km² com uma população de 159.925 habitantes (2002) e com uma densidade populacional de 174 hab/km².